# Lusaghbyur, Shirak
Lusaghbyur là một đô thị thuộc tỉnh Shirak, Armenia. Dân số ước tính năm 2011 là 700 người.